# 職業訓練法 (1958年)
職業訓練法（しょくぎょうくんれんほう、昭和33年5月2日法律第133号）は、政府の行う職業訓練の推進、企業の行う職業訓練の振興、技能検定制度の創設等を主な目的とする日本の法律である。通称「旧職業訓練法」。
1969年に職業訓練法（昭和44年7月18日法律第64号、「職業能力開発促進法」に改名）が制定されたことで本法律は廃止された。

## 構成
- 第一章 総則（第1条-第4条）
- 第二章 公共職業訓練（第5条-第12条）
- 第三章 事業内職業訓練（第13条-第21条）
- 第四章 職業訓練指導員（第22条-第24条）
- 第五章 技能検定（第25条-第29条）
- 第六章 職業訓練審議会（第30条-第32条）
- 第七章 雑則（第33条-第37条）
- 附則